# Munsley
Munsley é uma vila e paróquia civil situada a 9 mi (14 km) a leste de Hereford, no condado de Herefordshire, Inglaterra. Em 2001 a paróquia tinha uma população de 96 pessoas. Faz fronteira com Ashperton, Aylton, Bosbury, Canon Frome, Ledbury e Pixley. Munsley compartilha um conselho paroquial com Aylton, Little Marcle, Munsley e Pixley chamado "Pixley e Conselho Paroquial Distrital".

## Pontos de interesse
Existem 8 edifícios marcados em Munsley e uma igreja dedicada a São Bartolomeu.

## História
O nome "Munsley" significa 'madeira/clareira de Mul/Mundel'. Munsley foi registada no Domesday Book como Moneslai/Muleslage/Muneslai. No dia 25 de março de 1885 Mainstone Court foi transferido para a paróquia de Munsley de Ashperton, a área transferida tinha 9 casas em 1891 e Bull's Grove and Hazle Farms foi transferida de Putley a 25 de março de 1885, em 1891 a área transferida tinha 2 casas. Diz a lenda local que o Príncipe da Dinamarca de William Shakespeare está enterrado nesta paróquia.